# Cartoceto
Cartoceto é uma comuna italiana da região dos Marche, Província de Pesaro e Urbino, com cerca de 6.482 habitantes. Estende-se por uma área de 23 km², tendo uma densidade populacional de 282 hab/km². Faz fronteira com Fano, Mombaroccio, Montemaggiore al Metauro, Piagge, Saltara, Serrungarina.